# Symplectochilus
Symplectochilus là chi thực vật có hoa trong họ Acanthaceae.